# رامون دی کلمنته
رامون دی کلمنته (انگلیسی: Ramon di Clemente؛ زادهٔ ۲ مهٔ ۱۹۷۵) قایقران روئینگ اهل آفریقای جنوبی است.